# Републикански път III-5072
Републикански път IIІ-5072 е третокласен път, част от Републиканската пътна мрежа на България, преминаващ по територията на Кърджалийска и Хасковска област. Дължината му е 21,6 km.
Пътят се отклонява надясно при 16,5 km на Републикански път III-507 в село Мъдрец и се насочва на югоизток по долината на река Перперек (ляв приток на Арда). След като премине през село Перперек той преодолява югоизточната част на източнородопския рид Чуката при село Кокиче, след което при село Миладиново слиза в долината на горното течение на река Бързей (десен приток на Харманлийска река, от басейна на Марица). Преминава през село Рудина, а при село Сестринско преодолява южната част на рида Чал, навлиза в Хасковска област и при село Поповец слиза в долината на горното течение на Бисерска река (десен приток на Марица). След това преминава през село Зимовина и североизточно от село Лясковец се свързва с Републикански път III-593 при неговия 32 km.
| Пътища, отклоняващи се надясно (населено място, № на пътя, посока на пътя) | km   | Пътища, отклоняващи се наляво (посока на пътя, № на пътя, населено място) |
| -------------------------------------------------------------------------- | ---- | ------------------------------------------------------------------------- |
| Община Кърджали, Област Кърджали, III-507, 16,5 km, с. Мъдрец →            | 0,0  | → с. Мъдрец, 16,5 km, III-507, Област Кърджали, Община Кърджали           |
| (за с. Калоянци) общински път, с. Перперек ←                               | 3,2  | с. Перперек                                                               |
| (за с. Майсторово) общински път, с. Кокиче ←                               | 5,7  | с. Кокиче                                                                 |
|                                                                            | 7,9  | → общински път (за с. Бащино)                                             |
| (за с. Конево) общински път, с. Миладиново ←                               | 10,7 | с. Миладиново                                                             |
| с. Рудина                                                                  | 13,1 | с. Рудина                                                                 |
| с. Сестринско                                                              | 14,6 | с. Сестринско                                                             |
| Община Стамболово, Област Хасково, (за с. Страхил войвода) общински път ←  | 15,7 | → общински път (за с. Стамболово), Област Хасково, Община Стамболово      |
| с. Поповец                                                                 | 16,3 | с. Поповец                                                                |
| с. Зимовина                                                                | 17,3 | с. Зимовина                                                               |
| (за с. Лясковец) общински път ←                                            | 20,4 |                                                                           |
| (от 49 km на II-59) III-593, 32 km →                                       | 21,6 | → 32 km, III-593 (до с. Голям извор)                                      |